# Primera División de voleibol 1981-82
La temporada 1981/1982 de la Liga Nacional de Voleibol fue la XVIII edición de la competición. Tuvo como campeón al Son Amar Palma.

## Clasificación
| Pos | Equipo          | J  | G  | P  |
| --- | --------------- | -- | -- | -- |
| 1   | Son Amar Palma  | 20 | 19 | 1  |
| 2   | Real Madrid     | 20 | 19 | 1  |
| 3   | Turavia         | 20 | 16 | 4  |
| 4   | Veracruz        | 20 | 13 | 7  |
| 5   | Concepción      | 20 | 10 | 10 |
| 6   | Colegio Alpe    | 20 | 9  | 11 |
| 7   | S. José Sevilla | 20 | 8  | 12 |
| 8   | Solís H. F.     | 20 | 8  | 12 |
| 9   | F. H. Sevilla   | 20 | 4  | 16 |
| 10  | Elche CV        | 20 | 2  | 18 |
| 11  | G.C.C. Gijón    | 20 | 2  | 18 |